# Exmouth Shire
Exmouth Shire är en kommun i nordvästra Western Australia, i regionen Gascoyne. Kommunen har en area på 6 503 kvadratkilometer och en befolkning på 2 393 (0,36 invånare per kvadratkilometer) enligt 2011 års folkräkning. Fram till 1964 var kommunen en del av Carnarvons kommun, men bröts då ut som en självständig kommun. Huvudort är Exmouth.